# Шаммазов, Айрат Мингазович
Айра́т Минга́зович Шамма́зов (род. 31 августа 1947, Уфа) — советский и российский учёный в области механики сплошных сред, повышения эффективности, надежности и экологичности объектов транспорта и хранения нефти и газа; педагог, организатор высшего образования. Доктор технических наук, профессор, заслуженный деятель науки Российской Федерации и Республики Башкортостан. Лауреат двух премий Правительства Российской Федерации в области образования. Ректор УГНТУ (1994—2014). Академик Академии наук РБ, президент АН РБ (2006—2011), президент УГНТУ (с 2019).

## Биография

### Происхождение
Айрат Мингазович Шаммазов родился 31 августа 1947 г. в г. Уфе в семье служащего.
Отец — Мингаз Низамович Шаммазов (19 ноября 1906 — 23 февраля 1990), офицер, участник Великой Отечественной войны, затем банковский служащий. Родился в нынешнем Азнакаевском районе Татарстана. В 1928 г. окончил 6 классов в школе деревни Дияшево (ныне — в Бакалинском районе Башкортостана), затем подготовительные курсы башкирского Госбанка, офицерскую школу. Был призван в ряды действующей армии в сентябре 1941 г. из Уфы. Служил в пехоте, в звании лейтенанта участвовал в боях за Кёнигсберг. С 1946 до 1954 работал в Башконторе Государственного банка СССР. В 1954—1963 гг. служил в составе ГСВГ главным бухгалтером полевого госбанка. Затем руководил ЖЭУ Ленинского района Уфы, был заместителем директора школы по административно-хозяйственной работе. Награждён двумя орденами Отечественной войны, двумя орденами Красной Звезды, медалями.
Мать — Зулиха Габдулловна Шаммазова (Абдуллина; 1908—2000). Родилась в селе Урманаево (ныне в Бакалинском районе Башкортостана), на границе Башкортостана и Татарстана. Окончила 4 класса медресе. Домохозяйка.
Старший брат Фагит (род. 1930) окончил УНИ в 1953. Работал в Ишимбае — инженером, начальником установки, секретарём комсомольской организации. Затем переехал в Саратов, работал секретарём парторганизации НПЗ им. Кирова. После окончания Высшей партийной школы при ЦК КПСС работал секретарём Саратовского обкома, курировал газовую промышленность. Заканчивал карьеру в должности главного инженера Саратовского НПЗ.
Сестра Динара (1938—2008) окончила физико-математический факультет Стерлитамакского пединститута. Работала в школе учителем, завучем. Перед уходом на пенсию работала в информационной службе АНК «Башнефть».

### Хроника профессиональной деятельности
- 1955—1963: учился в средней школе в ГДР как член семьи военнослужащего ГСВГ;
- 1966: окончил среднюю школу № 10 г. Уфы с серебряной медалью;
- 1966: поступил в Уфимский нефтяной институт, после первого курса был комиссаром вузовского строительного отряда[1].
- 1971: окончил Уфимский нефтяной институт по специальности «Проектирование и эксплуатация газонефтепроводов, газохранилищ и нефтебаз», инженер-механик;
- с 1971: инженер, младший научный сотрудник отраслевой лаборатории трубопроводного транспорта УНИ;

- с 1972: аспирант УНИ;

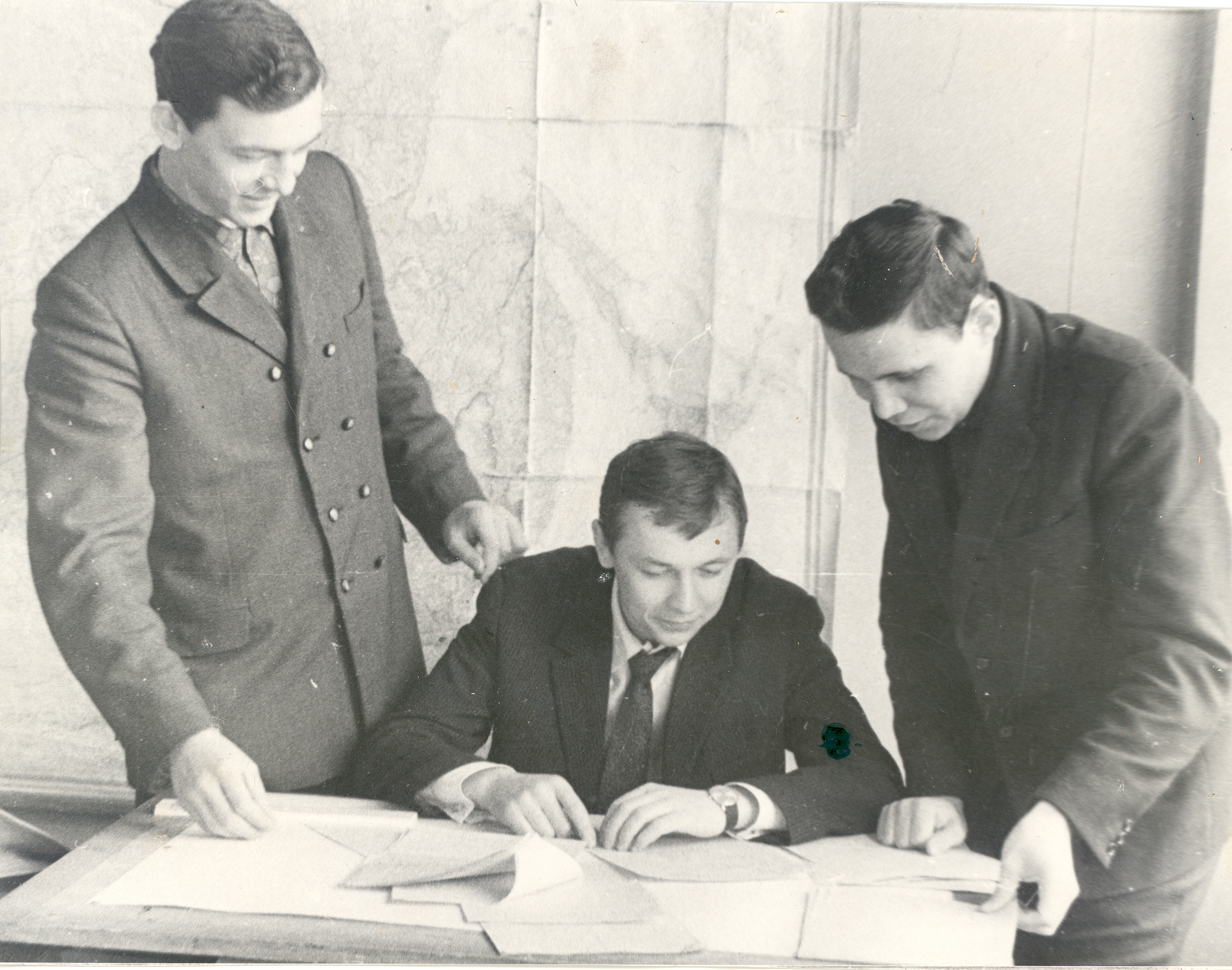
Молодой преподаватель А. М. Шаммазов в аудитории УНИ со студентами

- 1975: досрочно защитил диссертацию на соискание учёной степени «кандидат технических наук»;
- с 1975: старший научный сотрудник кафедры «Проектирование и эксплуатация газонефтепроводов», затем — старший научный сотрудник, старший преподаватель кафедры высшей математики;
- 1985: защитил диссертацию на соискание учёной степени «доктор технических наук», тема: «Диагностирование и оптимизация режимов работы трубопроводов в осложненных условиях эксплуатации»;
- 1986: присвоено ученое звание «профессор»;
- с 1986: профессор кафедры «Транспорт и хранение нефти и газа»;
- 1986: избран деканом инженерно-экономического факультета УНИ;
- 1987—1989: декан факультета экономики и автоматизации производств (после объединения ИЭФ с факультетом автоматизации производственных процессов);
- 1989—1993: проректор УНИ по учебной работе;
- 1993: назначен первым проректором Уфимского государственного нефтяного технического университета — проректором по экономическим вопросам;
- 1993: избран заведующим кафедрой «Транспорт и хранение нефти и газа»;
- 1994: избран ректором Уфимского государственного нефтяного технического университета (в дальнейшем переизбирался на должность ректора в 1999, 2004, 2009);
- 2001: член-корреспондент Академии наук Республики Башкортостан;
- 2003: избран действительным членом АН РБ, отделение наук о Земле и природных ресурсов.

## Научная деятельность
Профессор А. М. Шаммазов — крупный учёный в области механики сплошных сред, методов повышения эффективности, эксплуатационной надёжности и экологической безопасности объектов транспорта нефти и хранения нефти и газа. Он возглавляет научную школу, занимающуюся проблемами трубопроводного транспорта нефти и газа. А. М. Шаммазовым и его учениками разработаны основные принципы диагностирования технического состояния и прогнозирования остаточного ресурса магистральных трубопроводов; методы расчёта течения неоднородных потоков по трубопроводам, оптимизации технологических параметров работы нефтепроводов в изменяющихся условиях эксплуатации и технологии снижения энергозатрат на транспорт нефти, прогнозирования параметров неньютоновских систем; методы, средства и технологии очистки нефтепроводов с помощью вязко-упругих систем.
В фундаментальных изданиях А. М. Шаммазовым и коллективом авторов представлен опыт переработки продукции скважин морских арктических месторождений. Рассмотрены основные типы стационарных оснований, полупогружных платформ, буровых судов и судов обслуживания, применяемых в условиях морских арктических месторождений нефти и газа. Проведён анализ проектирования и сооружения морских нефтегазопроводов в условиях Арктики. Обобщён опыт проектирования, разработки и эксплуатации технических средств для освоения морских арктических месторождений.
Результаты научных исследований профессора А. М. Шаммазова отражены в 350 научных публикациях, в числе которых 104 статьи в рецензируемых журналах перечня ВАК, 15 монографий, 16 учебников, 53 патента на изобретения и полезные модели и свидетельства о государственной регистрации программ для ЭВМ. Среди его учеников — 5 докторов и 14 кандидатов наук.
При участии А. М. Шаммазова, в течение пяти лет возглавлявшего Академию наук Республики Башкортостан, в АН РБ был отработан механизм финансирования грантов по различным направлениям научных разработок, особенно прикладного характера. Много внимания было уделено интеграции академического и вузовского секторов науки, поддержке молодых преподавателей республики в их научных изысканиях.
Председатель Совета по защите докторских и кандидатских диссертаций при УГНТУ. Член редколлегий ряда научно-технических журналов, главный редактор журнала «Транспорт и хранение нефтепродуктов и углеводородного сырья». Председатель Южно-Уральского регионального отделения Академии горных наук.

## Деятельность ректора УГНТУ

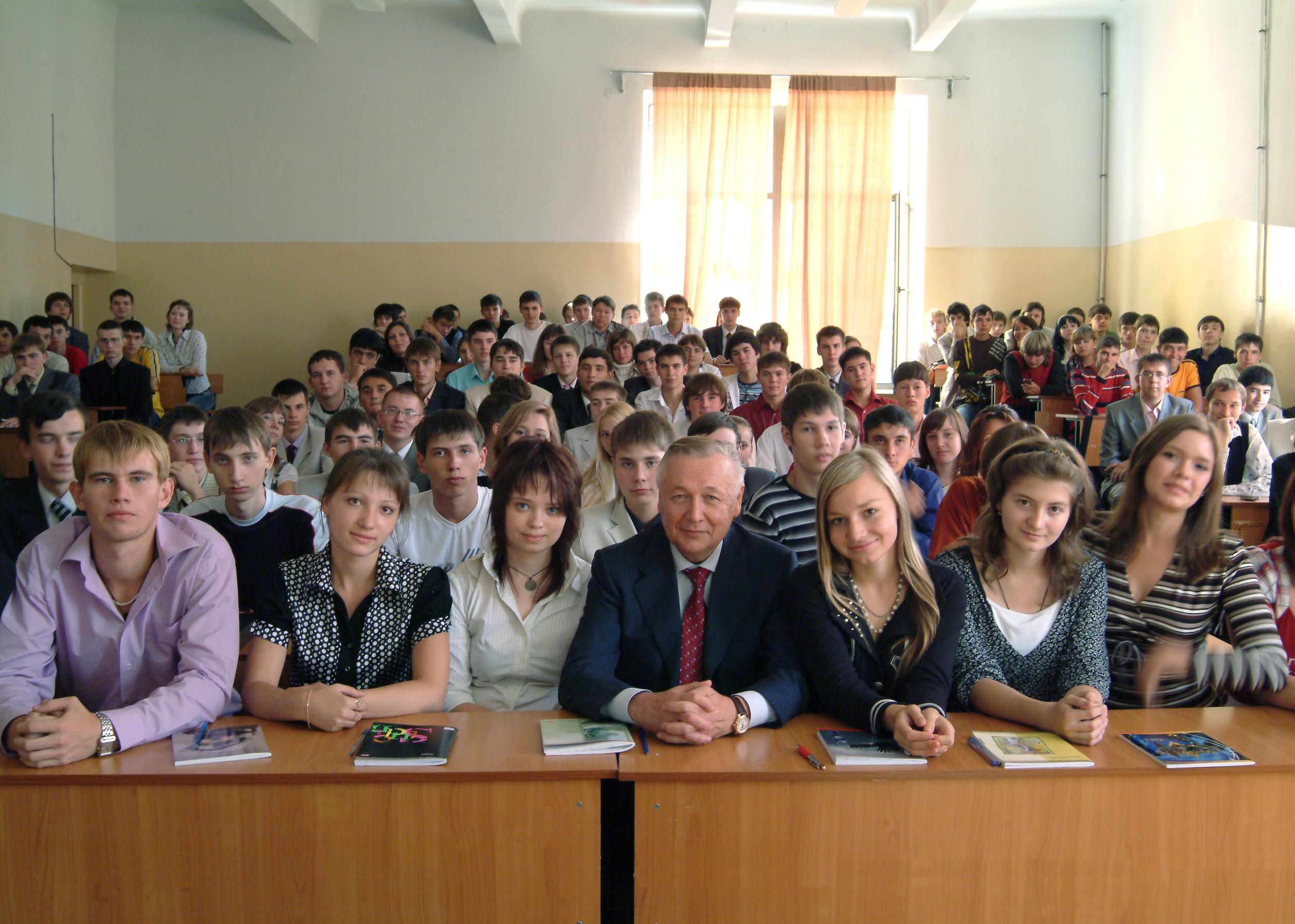
Профессор А. М. Шаммазов со студентами УГНТУ

За годы ректорской деятельности А. М. Шаммазова численность обучающихся возросла вдвое и превысила 18 000 человек. В 2012—2013 учебном году в университете учились представители 53 субъектов РФ и свыше 500 студентов из 44 стран мира. Подготовка квалифицированных кадров ведётся по более чем 100 направлениям, специальностям и специализациям высшего профессионального образования. В аспирантуре подготовка кадров высшей квалификации ведётся по 29 научным специальностям, в докторантуре — по 6. Благодаря принципиальной позиции Айрата Мингазовича вуз не отказался от системы распределения выпускников. Показатели трудоустройства ежегодно достигают 92—96 %.

Ректор поздравляет старейшего преподавателя УГНТУ Х. Б. Валеева с 99-летием

Расширяя образовательную деятельность УГНТУ, А. М. Шаммазов укрепляет авторитет вуза и как научно-исследовательского центра. Благодаря его усилиям в университете сложился научно-производственный комплекс, в составе которого 5 научно-образовательно-технологических центров, 8 хозрасчётных научно-исследовательских лабораторий, 1 научно-исследовательский и проектный институт, 5 проектных групп при кафедрах. Ректор ведёт целенаправленную работу по привлечению предприятий к предоставлению грантов на развитие научно-исследовательской деятельности, нацеливает коллектив на максимальную интеграцию вузовской и академической науки, на участие в совместных проектах с Академией наук РБ.
Приходя в кабинет ректора с любой, даже самой неожиданной идеей, мы еще ни разу не слышали «нет». Айрат Мингазович всегда открыт для сотрудничества, всегда готов поддержать инициативу, сам постоянно стремится к новым рубежам, что в немалой степени способствует росту инновационного потенциала вуза. — Э. М. Мовсумзаде, член-корреспондент РАО.
Айрат Мингазович приложил значительные усилия для развития материальной базы и социальной инфраструктуры УГНТУ. За время его ректорства построены: учебно-жилищный комплекс Института дополнительного профессионального образования, жилой дом для сотрудников и преподавателей, спортивно-оздоровительный комплекс, значительно увеличены площади за счёт присоединения новых учебных корпусов и реконструкции существующих. Студенческий городок УГНТУ более десяти лет занимает первое место в конкурсе вузов Республики Башкортостан.
Высокая эффективность деятельности УГНТУ и трёх его филиалов отражена в многочисленных независимых рейтингах, а также в рейтингах и мониторинге эффективности деятельности государственных образовательных учреждений Министерства образования и науки РФ. Университет признан лучшим образовательным учреждением Республики Башкортостан по итогам 2009 г.

## Вклад в развитие высшего профессионального образования

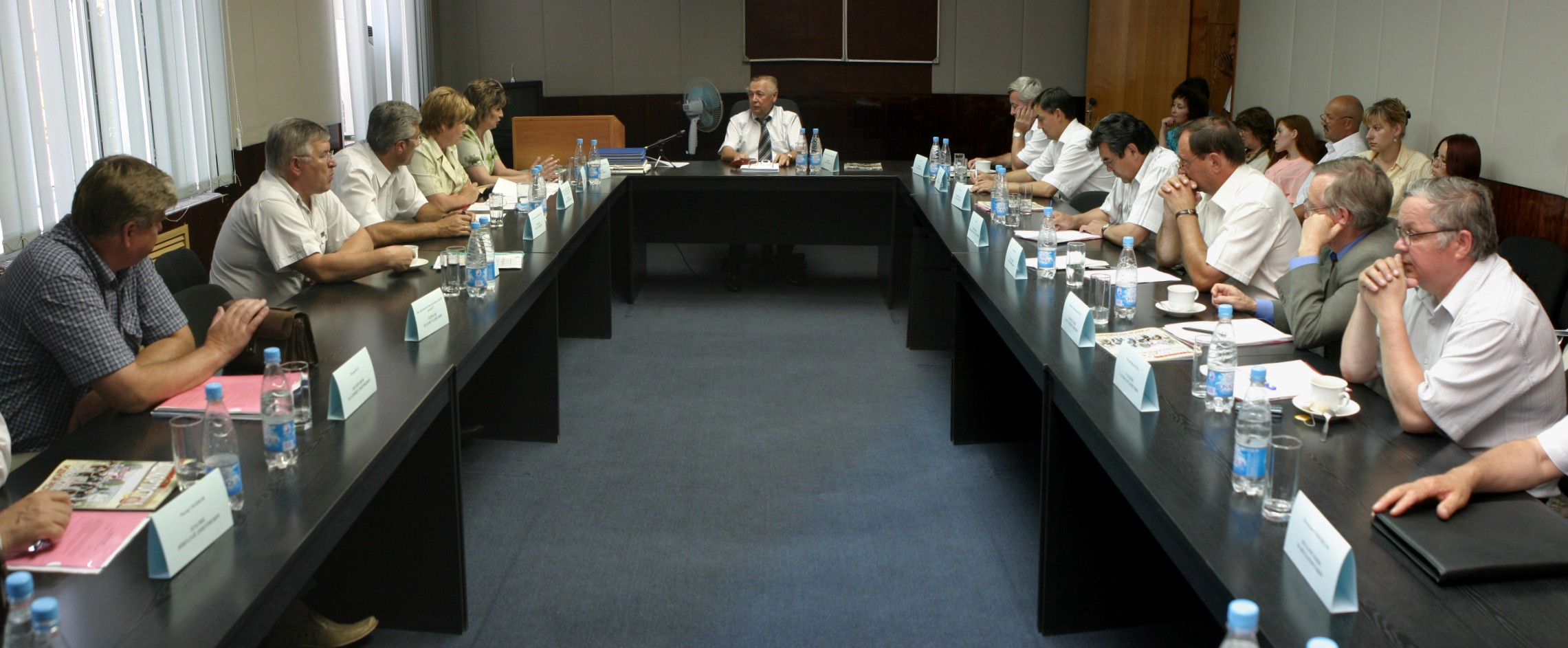
Профессор А. М. Шаммазов проводит заседание Совета ректоров вузов Республики Башкортостан. 2007 г.

Профессор А. М. Шаммазов стал руководителем образовательного учреждения в один из самых трудных периодов для высшей школы России. Разработка экономической модели вуза в новых условиях стала его главной задачей на многие годы. Важным направлением деятельности А. М. Шаммазова стала интеграция науки, образования и производства. Он внёс весомый вклад в разработку механизмов партнерства вузов с предприятиями и организациями, направлений развития инновационной инфраструктуры и научно-педагогических школ в высших учебных заведениях. Основой проводимой работы Айрат Мингазович сделал адресную кадровую политику, воспитание интереса к научным разработкам со студенческой скамьи. Эти аспекты развития высшего профессионального образования стали заботой Совета ректоров вузов РБ, который А. М. Шаммазов возглавлял на протяжении десяти лет.
Существенной заслугой А. М. Шаммазова является помощь в подготовке сельской молодежи к поступлению в ведущие вузы Республики Башкортостан, в том числе в УГНТУ. При его участии были организованы подготовительные курсы для выпускников ряда районов республики, проведена компьютеризация 10 средних школ районов и одного профессионального лицея. В городах и сёлах региона действуют классы УГНТУ.
Айрат Мингазович выступил одним из инициаторов создания Ассоциации нефтегазовых вузов России, является членом президиума Учебно-методического объединения вузов нефтегазового образования.

## Участие в общественной жизни

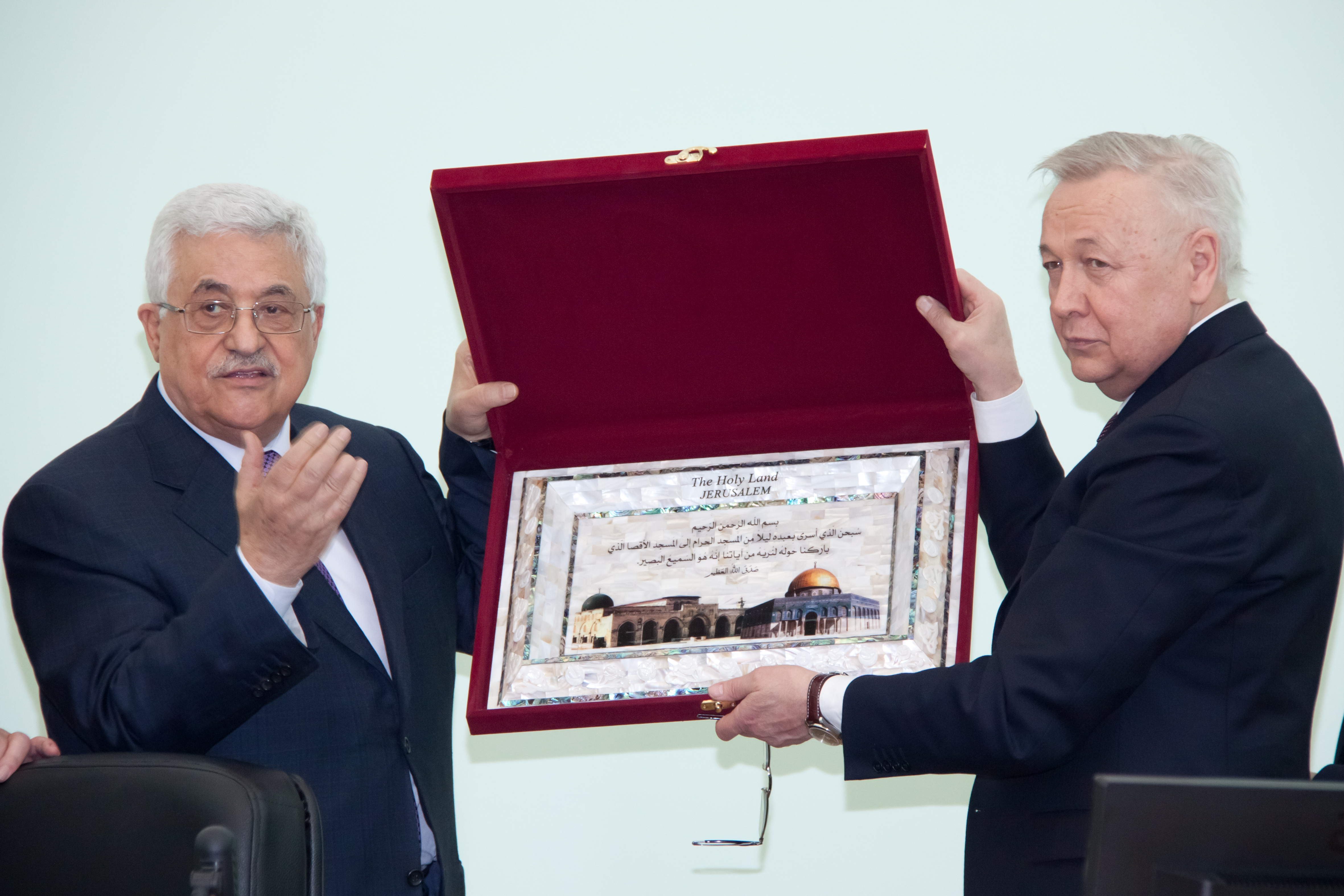
Глава Палестинской национальной автономии Махмуд Аббас во время посещения УГНТУ (2011) вручает А. М. Шаммазову памятное панно

- 1999: избран депутатом Палаты представителей Государственного Собрания — Курултая Республики Башкортостан 2-го созыва. В дальнейшем избирался депутатом ГС — Курултая РБ 3-го (2003) и 4-го созывов (2008; избран по единому республиканскому округу как кандидат от партии «Единая Россия», член Комитета по образованию, науке, культуре, спорту и делам молодёжи);
- 2001—2010: член Президентского Совета Республики Башкортостан;
- 2001—2011: председатель Совета ректоров вузов Республики Башкортостан;
- 2006—2011: президент Академии наук Республики Башкортостан;
- 2009—2012: член рабочей группы комиссии при Президенте Российской Федерации по модернизации и технологическому развитию экономики России.

## Признание
- 1975: лауреат премии НТО им. И. М. Губкина;
- 1985: присвоено почётное звание «Отличник высшей школы Российской Федерации»;
- 1993: избран действительным членом Международной Восточной академии нефти;
- 1994: избран действительным членом Академии Горных наук;
- 1997: присвоено почётное звание «Заслуженный деятель науки Республики Башкортостан»;
- 1997: отмечен нагрудным знаком «Почетный работник высшего профессионального образования Российской Федерации»;
- 1997: награждён золотой медалью «За заслуги в деле возрождения науки и экономики России» Международной академии наук о природе и обществе;
- 1998: награждён почетной грамотой Правительства Российской Федерации;
- 2000: жюри конкурса Учебно-методического объединения вузов РФ по высшему нефтегазовому образованию в двух номинациях присудило первые места книгам, написанным А. М. Шаммазовым (в соавторстве);
- 2002: награждён медалью «За заслуги в проведении Всероссийской переписи населения»;
- 2002: присвоено звание «Почётный академик АН РБ»;
- 2002: объявлена благодарность Министерства образования Российской Федерации (вторично — в 2003);
- 2003: присвоено почётное звание «Заслуженный деятель науки Российской Федерации»;
- 2003: отмечен благодарственным письмом Президента Республики Башкортостан;
- 2003: награждён Золотым знаком УГНТУ;
- 2004: присвоено звание «Почетный работник газовой промышленности»;
- 2004: награждён премией Горнопромышленной Ассоциации Урала;
- 2007: награждён Орденом Почёта — «За большой вклад в развитие отечественной науки и многолетнюю плодотворную деятельность»;[3]
- 2007: награждён премией Правительства Российской Федерации 2007 г. в области образования — за учебно-методический комплект «Цикл дисциплин для гуманитаризации инженерно-технического образования в нефтяных вузах» для образовательных учреждений высшего профессионального образования (руководитель коллектива авторов);[4]
- 2007: награждён почетной грамотой городского округа Уфа Республики Башкортостан;
- 2010: награждён медалью «Российский лидер качества»;
- 2011: награждён премией Правительства Российской Федерации 2011 г. в области образования — за научно-практическое исследование «Морская нефть» (руководитель коллектива авторов);[5]
- 2012: отмечен почётным знаком «За особый вклад в развитие законодательства Республики Башкортостан»;
- 2013: награждён Орденом Дружбы Социалистической Республики Вьетнам — «За большой вклад в развитие нефтяной и газовой промышленности Вьетнама».[6]
- 2014: награждён Орденом «Достык» 2 степени (Казахстан) — «за вклад в подготовку специалистов для Казахстана».[7][8]

## Наиболее известные научные работы
1. Диагностика и оптимизация режимов работы нефтепромысловых трубопроводов / А. М. Шаммазов. — М.: ВНИИОЭНГ, 1985. — 41 с.
2. Диагностирование и оптимизация режимов работы трубопроводов в осложненных условиях эксплуатации: Автореферат диссертации на соискание ученой степени доктора технических наук / А. М. Шаммазов. — Уфа: УНИ, 1985. — 37 с.
3. Релаксационные тепловые процессы при фазовых переходах / Р. Н. Бахтизин, А. Ф. Юкин, А. М. Шаммазов. Инженерно-физический журнал. — 1985. — Т. 48. — № 4. — С. 639—642.
4. Проблемы нефтегазового комплекса России : Всероссийская научно-техническая конференция, 16—17 ноября 1995 г. : Тезисы докладов / [Редкол.: А. М. Шаммазов (отв. ред.) и др.]. — Уфа: Изд-во УГНТУ, 1995. — 240 с.
5. Основы трубопроводного транспорта нефти : Учебное пособие / А. М. Шаммазов, А. А. Коршак, Г. Е. Коробков, Н. Ф. Султанов. — Уфа: Реактив, 1996.
6. Основы трубопроводного транспорта нефтепродуктов : Учебное пособие / А. М. Шаммазов, А. А. Коршак, Г. Е. Коробков, А. И. Гольянов. — Уфа: Реактив, 1996.
7. Закон, который управляет процессом создания масс лептонов при поляризации вакуума / Г. И. Васильев, А. М. Шаммазов, Р. Н. Бахтизин. — Уфа: Фонд содействия развитию научных исследований, 1997.
8. Нефть и газ : Межвузовский сборник научных статей / [Редкол.: А. М. Шаммазов (гл. ред.) и др.]. — Вып. 1. — Уфа: Изд-во УГНТУ, 1997.
9. Нефть и газ : Межвузовский сборник научных статей / [Редкол.: А. М. Шаммазов (гл. ред.) и др.]. — Вып. 2. — Уфа: Изд-во УГНТУ, 1997.
10. Die entwicklung der erdoilindustrie in der Sowjetunion / A. M. Shammazov. — Wien: Wirtschaftsuniversitat, 1997. — 116 s.
11. Уфимский государственный нефтяной технический университет : К 50-летию УГНТУ : Сборник статей / [Сост. А. И. Спивак; под общ. ред. А. М. Шаммазова]. — М.: Недра, 1998. — 269 с.
12. Основы нефтегазового дела : Разведка нефтяных и газовых месторождений. Бурение скважин. Добыча и переработка нефти и газа : Учебное пособие / А. А. Коршак, А. М. Шаммазов. — Уфа: Изд-во УГНТУ, 1998.
13. Обеспечение надежности функционирования системы нефтепроводов на основе технической диагностики / А. К. Галлямов, К. В. Черняев, А. М. Шаммазов. — М.: ВИНИТИ, 1998. — 600 с. — 37,5 п. л.
14. Экономика высшей школы: опыт, проблемы, пути становления / А. М. Шаммазов, Л. Н. Родионова, Л. И. Ванчухина. — Уфа: Полиграфкомбинат, 1998. — 27,25 п. л.
15. Проблемы нефтегазового комплекса России : Секция «Транспорт и хранение нефти и газа» : Тезисы докладов Международной научно-технической конференции / [Редкол.: А. М. Шаммазов (отв. ред.) и др.]. — Уфа: Изд-во УГНТУ, 1998. — 102 с.
16. Проблемы нефтегазового комплекса России : Секция «Горное дело» : Тезисы докладов Международной научно-технической конференции / [Редкол.: А. М. Шаммазов (отв. ред.) и др.]. — Уфа: Изд-во УГНТУ, 1998.
17. Комплексное исследование реологических и адгезионных свойств нефтей в диапазоне температур кристаллизации / А. М. Шаммазов, С. Е. Кутуков, А. А. Арсентьев, Г. Х. Самигуллин, А. А. Шматков. — Известия ВУЗов. Нефть и газ. — 1998. — № 4. — С. 63—73.
18. Влияние внутренних границ раздела на развитие процессов разрушения в низкоуглеродистых сталях / Н. К. Ценев, А. М. Шаммазов. — Доклады Академии наук. — 1998. — Т. 361. — № 6. — С. 762—764.
19. Основы нефтегазового дела : Проектирование, сооружение и эксплуатация газонефтепроводов и газонефтехранилищ : Учебное пособие / А. А. Коршак, А. М. Шаммазов. — Уфа: Изд-во УГНТУ, 1999.
20. Расчет магистральных газопроводов в карстовой зоне / А. М. Шаммазов, В. А. Чичелов, Р. М. Зарипов, Г. Е. Коробков [Под ред. М. А. Ильгамова]. — Уфа: Гилем, 1999.
21. Очерки по истории нефтяной индустрии СССР / А. М. Шаммазов, Б. Н. Мастобаев. — Уфа: Изд-во УГНТУ, 1999. — 126 с.
22. Методы кибернетики химико-технологических процессов : (КХТП-V-99) : Тезисы докладов V Международной научной конференции, 21—22 июня 1999 г. / [Редкол. А. М. Шаммазов (отв. ред. и др.)]. — Т. 1. — Уфа: Изд-во УГНТУ, 1999.
23. Методы кибернетики химико-технологических процессов : (КХТП-V-99) : Тезисы докладов V Международной научной конференции, 21—22 июня 1999 г. / [Редкол. А. М. Шаммазов (отв. ред. и др.)]. — Т. 2, кн. 1. — Уфа: Изд-во УГНТУ, 1999.
24. Методы кибернетики химико-технологических процессов : (КХТП-V-99) : Тезисы докладов V Международной научной конференции, 21—22 июня 1999 г. / [Редкол. А. М. Шаммазов (отв. ред. и др.)]. — Т. 2, кн. 2. — Уфа: Изд-во УГНТУ, 1999.
25. История развития нефтегазовой промышленности: Конспект лекций. / А. М. Шаммазов, Б. Н. Мастобаев, Р. Н. Бахтизин, Э. М. Мовсумзаде. — Уфа: Изд-во Фонда содействия развитию научных исследований, 1999. — 188 с.
26. Подводные переходы магистральных нефтепроводов / А. М. Шаммазов, Ф. М. Мугаллимов, Н. Ф. Нефедова. — М.: Недра, 2000. — 16,0 п. л.
27. Proceedings of World Conference «Intellectual service for oil and gas industry: Analysis, solutions, perspective»: Vol. 1—3. / A. M. Shammazov (Edit.) et all. — Ufa: Publ. USPTU, 2000.
28. Основы нефтегазового дела = Fundamentals of oil and gas recovery : Учебник для студентов вузов по направлению «Нефтегазовое дело» / А. А. Коршак, А. М. Шаммазов. — Уфа: ДизайнПолиграфСервис, 2001.
29. Основы нефтепродуктообеспечения : (Нефтебазы и автозаправочные станции) : Учебное пособие / А. М. Шаммазов, А. А. Коршак, Г. Е. Коробков, М. В. Дмитриева. — Уфа: Изд-во УГНТУ, 2001.
30. История нефтегазового дела России : Учебник для подготовки бакалавров и магистров по направлению 553600 «Нефтегазовое дело» и дипломированных специалистов по направлению 650700 «Нефтегазовое дело» / А. М. Шаммазов, Р. Н. Бахтизин, Б. Н. Мастобаев [и др.]. — М.: Химия, 2001.
31. История нефтегазового дела России : Учебник / А. М. Шаммазов, Р. Н. Бахтизин, Б. Н. Мастобаев, Э. М. Мовсумзаде, А. И. Владимиров, А. Л. Лапидус, Н. Н. Карнаухов, Н. Д. Цхадая. — М.: Химия, 2001. — 315 с.
32. Трубопроводный транспорт нефти и газа : Материалы Всероссийской научно-технической конференции студентов, аспирантов, молодых ученых и специалистов, посвященной 50-летию с начала подготовки специалистов трубопроводного транспорта в УНИ-УГНТУ / [Редкол.: Шаммазов А. М. (ред.) и др.]. — Уфа: Изд-во УГНТУ, 2002. — 216 с.
33. Основы нефтегазового дела : Учебник для студентов вузов по направлению «Нефтегазовое дело» / А. А. Коршак, А. М. Шаммазов. — Уфа: ДизайнПолиграфСервис, 2002.
34. Химические средства и технологии в трубопроводном транспорте нефти / Б. Н. Мастобаев, А. М. Шаммазов, Э. М. Мовсумзаде. — М.: Химия, 2002. — 296 с.
35. Типовые расчеты при проектировании и эксплуатации нефтебаз и нефтепроводов : Учебное пособие для студентов нефтегазовых вузов, обучающихся по специальности 090700 — «Проектирование, сооружение и эксплуатация газонефтепроводов и газонефтехранилищ» / П. И. Тугунов, В. Ф. Новосёлов, А. А. Коршак, А. М. Шаммазов. — Уфа: ДизайнПолиграфСервис, 2002.
36. Трубопроводный транспорт нефти. Учебник для вузов / Г. Г. Васильев, Г. Е. Коробков, А. А. Коршак, М. В. Лурье, В. М. Писаревский, А. Д. Прохоров, А. Е. Сощенко, А. М. Шаммазов [под ред. С. М. Вайнштока]. — М.: Недра; I т. — 2002, II т. — 2004.
37. Gas congestion influence on pipeline system curve / Proceedings of World Conference «Intellectual service for oil and gas industry: Analysis, solutions, perspective» // S. E. Kutukov, R. N. Bakhtizin, A. M. Shammazov. — Hungary, Miskolc: Publ. MTU, 2002. — P. 86—92.
38. Проектирование и эксплуатация насосных и компрессорных станций : Учебник для подготовки бакалавров и магистров по направлению 553600 «Нефтегазовое дело» и дипломированных специалистов по направлению 650700 «Нефтегазовое дело» специальности 090700 «Проектирование, сооружение и эксплуатация газонефтепроводов и газонефтехранилищ» / А. М. Шаммазов, В. Н. Александров, А. И. Гольянов и др. — М.: Недра, 2003.
39. Физико-химическое воздействие на перекачиваемые жидкости / А. М. Шаммазов, Ф. Р. Хайдаров, В. В. Шайдаков [под ред. Е. И. Ишемгужина]. — Уфа: Монография, 2003.
40. Внеучебная деятельность в вузе: проблемы, перспективы : Материалы Всероссийской научно-практической конференции, 12—15 марта 2004 г. / [Редкол.: А. М. Шаммазов (отв. ред.) и др.]. — Уфа: Изд-во УГНТУ, 2004. — 153 с.
41. Материалы Новоселовских чтений : Сборник научных трудов / [Редкол.: А. М. Шаммазов (отв. ред.) и др.]. — Уфа: Изд-во УГНТУ, 2004.
42. Proceedings of World Conference «Intellectual service for oil and gas industry: Analysis, solutions, perspective»: Vol. 1 — 3 / A. M. Shammazov (Edit.) et all. — Ufa: Publ. USPTU, 2004.
43. Основы нефтегазового дела = Fundamentals of oil and gas recovery : Учебник для студентов вузов по направлению «Нефтегазовое дело» / А. А. Коршак, А. М. Шаммазов. — Уфа: ДизайнПолиграфСервис, 2005.
44. Расчет и обеспечение прочности трубопроводов в сложных инженерно-геологических условиях: в 2-х т. Т. 1. Численное моделирование напряженно-деформированного состояния и устойчивости трубопроводов / А. М. Шаммазов, Р. М. Зарипов, В. А. Чичелов, Г. Е. Коробков. — М.: Изд-во «Интер», 2005. — 706 с.
45. Морская нефть = Oil from the sea : развитие технических средств и технологий / [Э. М. Мовсумзаде, Б. Н. Мастобаев, Ю. Б. Мастобаев, М. Э. Мовсумзаде; под ред. А. М. Шаммазова]. — Санкт-Петербург: Недра, 2005. — 234 с.
46. Расчет и обеспечение прочности трубопроводов в сложных инженерно-геологических условиях: в 2-х т. Т. 2. Оценка и обеспечение прочности трубопроводов / А. М. Шаммазов, Р. М. Зарипов, В. А. Чичелов, Г. Е. Коробков. — М.: Изд-во «Интер», 2006. — 564 с.
47. Развитие системы нефтепродуктообеспечения России = The development of oil products supplying system of Russia : Учебное пособие для подготовки бакалавров и магистров по направлению 130500 «Нефтегазовое дело» и дипломированных специалистов специальности 130501 «Проектирование, сооружение и эксплуатация нефтегазопроводов и газонефтехранилищ» / Б. Н. Мастобаев [и др.]; под ред. А. М. Шаммазова. — Санкт-Петербург: Недра, 2006. — 319 с.
48. Трубопроводный транспорт — 2006 : Тезисы докладов Международной учебно-научно-практической конференции / [Редкол.: А. М. Шаммазов (отв. ред.) и др.]. — Уфа: ДизайнПолиграфСервис, 2006.
49. Морская нефть: трубопроводный транспорт и переработка продукции скважин / [Э. М. Мовсумзаде и др.; ред. А. М. Шаммазов]. — Санкт-Петербург: Недра, 2006. — 192 с.
50. Промышленная безопасность на взрывопожароопасных и химически опасных производственных объектах. Технический надзор, диагностика и экспертиза: Материалы научно-практической конференции / [Редкол.: А. М. Шаммазов (отв. ред.) и др.]. — Уфа: Изд-во УГНТУ, 2007.
51. Трубопроводный транспорт — 2007 : Тезисы докладов Международной учебно-научно-практической конференции / [Редкол.: А. М. Шаммазов (отв. ред.) и др.]. — Уфа: ДизайнПолиграфСервис, 2007.
52. Производство, хранение и транспорт сжиженного природного газа / А. М. Шаммазов [и др.]. — Санкт-Петербург: Недра, 2007.
53. Основы нефтегазового дела : Мультимедиа учебник / А. М. Шаммазов, А. А. Коршак. — Уфа: Изд-во УГНТУ, 2007.
54. Капитальный ремонт линейной части магистральных нефтепроводов : Учебное пособие / В. А. Душин, А. М. Шаммазов. — Уфа: Монография, 2008.
55. Трубопроводный транспорт — 2008 : Материалы IV Международной учебно-научно-практической конференции / [Редкол.: А. М. Шаммазов (отв. ред.) и др.]. — Уфа: Изд-во УГНТУ, 2008.
56. Морская нефть. Развитие технологий освоения морских арктических месторождений нефти и газа / Э. М. Мовсумзадэ, Б. Н. Мастобаев, Ю. Б. Мастобаев, М. Э. Мовсумзадэ; под ред. А. М. Шаммазова. —- СПб.: Недра. 2008. — 304 с. — 19,0 п. л.
57. Дела и люди Уфимского Нефтяного : 60 лет УГНТУ : Летопись / [А. А. Докучаева и др.; под общ. ред. А. М. Шаммазова]. — Уфа: Инеш, 2009.
58. Дела и люди Уфимского нефтяного : 60 лет УГНТУ : Фотохроника / [под общ. ред. А. М. Шаммазова]. — Уфа: Инеш, 2009.
59. Основы технической диагностики трубопроводных систем нефти и газа = Technical diagnostic fundamentals of oil and gas pipelines systems : Учебник для подготовки бакалавров и магистров по направлению 130500 «Нефтегазовое дело» и дипломированных специалистов по специальности 130501 «Проектирование, сооружение и эксплуатация нефтегазопроводов и газонефтехранилищ» / А. М. Шаммазов [и др.]. — Санкт-Петербург: Недра, 2009.
60. Трубопроводный транспорт — 2009 : Материалы V Международной учебно-научно-практической конференции / [Редкол.: А. М. Шаммазов (отв. ред.) и др.]. — Уфа: Изд-во УГНТУ, 2009.
61. Трубопроводный транспорт — 2010 : Материалы VI международной учебно-научно-практической конференции / [Редкол.: А. М. Шаммазов (отв. ред.) и др.]. — Уфа: Изд-во УГНТУ, 2010.
62. Нефтегазовое дело : Учебное пособие : в 6 т. / Под ред. А. М. Шаммазова. — Санкт-Петербург: Недра, 2011.

## Семья
Жена А. М. Шаммазова, Альбина Рафкатовна, в 1973 г. окончила Уфимский нефтяной институт по специальности «Транспорт и хранение нефти и газа». 20 лет проработала в проектном институте «Башгипронефтехим». Айрат Мингазович с супругой воспитали двоих сыновей.
Сын Азат (род. 18 декабря 1974) окончил УГНТУ по специальности «Транспорт и хранение нефти и газа» (1997). Кандидат технических наук (2000; тема диссертации — «Совершенствование методов и средств ликвидации последствий аварий на магистральных нефте- и нефтепродуктопроводах»). В 2001—2007 гг. работал в Москве в компаниях группы «Лукойл», с 2007 г. — в НК «Роснефть».
Сын Ильдар (род. 31 декабря 1981) окончил УГНТУ по той же специальности (2004). Кандидат технических наук (2006; тема диссертации — «Стабилизация режимов транспорта газа и напряженно-деформированного состояния газопроводов в сложных гидрогеологических условиях»). Доцент кафедры «Транспорт и хранение нефти и газа» УГНТУ, автор ряда научных публикаций. Лауреат премии Правительства Российской Федерации 2012 г. в области науки и техники для молодых учёных — за проведение научно-практического исследования «Расчёты и свойства химических реагентов для нефтегазовой промышленности» (научный руководитель авторского коллектива).
Доктор технических наук (2013)
У младшего сына два ребёнка:
1. Шаммазова Диана Ильдаровна (род. 15 ноября 2007) московская школьница.
2. Шаммазов Айрат Ильдарович (род. 23 апреля 2011) московский школьник.